# Göntscha
Göntscha, auch Guntscha, Gundschäh, Gunschu und Gunca, war ein Volumenmaß für flüssige und schüttbare Ware in Aceh (Atschin) einer indonesischen Provinz an der Nordwestspitze der Insel Sumatra.
- 1 Göntscha = 1/10 Coyan/Coyang = 10 Nellis = 80 Bambus = 133 Liter
  - 1 Bambu etwa 1 2/3 Liter entspricht 1,662 Kilogramm
- 1 Göntscha = 1/10 Coyang = 133 1/3 Liter[2]